# Стадио-Лајмбург (Болцано)
Стадио-Лајмбург је насеље у Италији у округу Болцано, региону Трентино-Јужни Тирол.
Према процени из 2011. у насељу је живело 17 становника. Насеље се налази на надморској висини од 234 м.